# Travis Van Winkle
Travis Van Winkle (Victorville, 4 novembre 1982) è un attore statunitense.

## Carriera
Debutta in televisione nel 2004 nella sitcom Raven; dopodiché è apparso nelle serie televisive The OC, Malcolm, Settimo Cielo e 90210. Al cinema, Travis è comparso nei film 3ciento - Chi l'ha duro... la vince e Transformers; nel 2009, Van Winkle ottiene il ruolo di uno dei protagonisti nel reboot di Venerdì 13.
A partire dal 2014 entra nel cast principale della serie The Last Ship recitando al fianco di Adam Baldwin e Eric Dane.
Travis è anche apparso in due video musicali: That Song In My Head di Julianne Hough, e Don't Ever Leave degli Empty Soul.

## Filmografia

### Cinema
- Instinct vs. Reason, regia di Andrew Koenig (2004) - cortometraggio
- Billy's Dad is a Fudge-Packer!, regia di Jamie Donahue (2004) - cortometraggio
- Confession, regia di Jonathan Meyers (2005)
- Ammesso (Accepted), regia di Steve Pink (2006)
- Dorm Daze 2, regia di David Hillenbrand e Scott Hillenbrand (2006)
- Left in Darkness, regia di Steven R. Monroe (2006)
- Transformers, regia di Michael Bay (2007)
- 3ciento - Chi l'ha duro... la vince (Meet the Spartans), regia di Jason Friedberg e Aaron Seltzer (2008)
- Asylum, regia di David R. Ellis (2008)
- Venerdì 13 (Friday the 13th), regia di Marcus Nispel (2009)
- 247°F, regia di Levan Bakhia, Beqa Jguburia (2011)
- Intervention: Cinderella (2011) - cortometraggio
- Children of the Air, regia di Damian Horan (2012) - cortometraggio
- Rites of Passage, regia di W. Peter Iliff (2012)
- Last Call, regia di Greg Garthe (2012)
- Bloodwork, regia di Eric Wostenberg (2012)
- Sexual Harassment Orientation, regia di Jeremy Belanger e Brian Guest (2013) - cortometraggio
- Pulling the Goalie, regia di David DeLuise (2013) - cortometraggio
- Fit to Be Tied, regia di Bobby Bosko Grubic (2013) - cortometraggio
- The Proposal, regia di Justin Baldoni (2013) - cortometraggio
- Mantervention, regia di Stuart Acher (2014)
- Trigger, regia di Christopher Folkens (2016) - cortometraggio
- Senior Love Triangle, regia di Kelly Blatz (2019)
- Road House, regia di Doug Liman (2024)

### Televisione
- Give Me Five (Quintuplets) - serie TV, episodio 1x17 (2004)
- Raven (That's so Raven) - serie TV, episodio 3x07 (2004)
- Malcolm (Malcolm in the Middle) - serie TV, episodio 6x13 (2005)
- The O.C. - serie TV, episodio 2x20 (2005)
- Settimo Cielo (7th Heaven) - serie TV, episodio 10x06 (2005)
- Veronica Mars - serie TV, episodio 3x19 (2007)
- Greek - La confraternita (Greek) - serie TV, episodio 1x07 (2007)
- 90210 - serie TV, episodi 2x05-2x07-2x08-2x10 (2009)
- Law & Order: LA - serie TV, episodio 1x01 (2010)
- Happy Endings - serie TV, episodi 1x01-1x10 (2011)
- 2 Broke Girls - serie TV, episodio 1x05 (2011)
- Due uomini e mezzo (Two and Half Men) - serie TV, episodio 9x14 (2012)
- CSI: Miami - serie TV, episodio 10x14 (2012)
- Aiutami Hope! (Raising Hope) - serie TV, episodio 2x20 (2012)
- Dating Rules from My Future Self - serie web, episodi 2x01-2x05-2x06 (2012)
- A Star for Christmas, regia di Michael Feifer - film TV (2012)
- Squad 85 - serie TV, 6 episodi (2012)
- Hart of Dixie - serie TV, 5 episodi (2013)
- The Last Ship – serie TV, 56 episodi (2014-2018)
- Differenze d'amore (Bound & Babysitting), regia di Savage Steve Holland - film TV (2015)
- Scorpion - serie TV, episodio 2x04 (2015)
- Due sotto un tetto (Christmas Getaway), regia di Mel Damski - film TV (2017)
- Instinct - serie TV, 11 episodi (2019)
- Natale e altri desideri (Project Christmas Wish), regia di Jeff Beesley - film TV (2020)
- You - serie TV, 8 episodi (2021)
- Le mie regole dell'amore ('Tis the Season to be Merry), regia di Gary Yates - film TV (2021)
- Good Sam - serie TV, 4 episodi (2022)
- Made for Love – serie TV, episodio 2x05 (2022)
- FUBAR - serie TV, 16 episodi (2023-2025)

## Doppiatori italiani
Nelle versioni in italiano delle opere in cui ha recitato, Travis Van Winkle è stato doppiato da:
- Marco Vivio in The Last Ship, Road House
- Davide Perino in Raven
- Gianfranco Miranda in Malcolm
- Fabrizio Picconi in The O.C.
- Simone Crisari in 90210
- Paolo Vivio in 2 Broke Girls
- Francesco Pezzulli in CSI: Miami
- Francesco De Francesco in Due uomini e mezzo
- Stefano Crescentini in Venerdì 13
- Riccardo Onorato in 3ciento - chi l'ha duro, la vince
- Alessandro Budroni in Transformers
- Edoardo Stoppacciaro in You
- Mattia Bressan in Made for Love
- Emanuele Ruzza in FUBAR